# Isfod
En isfod bliver dannet om efteråret, når havvand sprøjtes op mod foden af en isbræen og fryser fast til isen.
| Geografi/geologi | Spire Denne artikel om geografi er en spire som bør udbygges. Du er velkommen til at hjælpe Wikipedia ved at udvide den. |